# Ridley Autocar

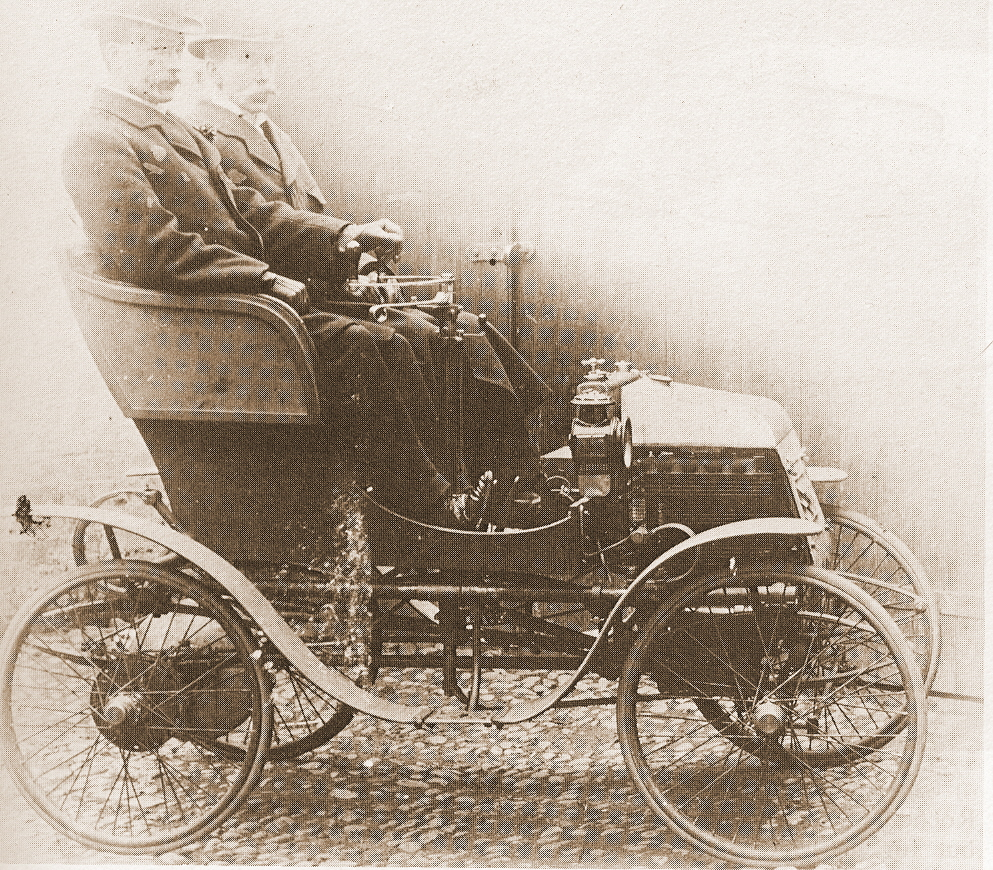
Ridley 3½ hp Voiturette (1902)

Die Ridley Autocar Co. Ltd. war ein britischer Automobilhersteller in Coventry (Warwickshire).
Zwischen 1901 und 1907 entstanden verschiedene offene Tourenwagen-Modelle, alle mit vom Besteller zugelieferten Motoren und – als Besonderheit – in die Hinterachse eingebautem Getriebe (Transaxle). In den sieben Produktionsjahren wurden allerdings höchstens 30 Fahrzeuge gebaut.

## Quelle
- David Culshaw & Peter Horrobin: The Complete Catalogue of British Cars 1895–1975. Veloce Publishing plc. Dorchester (1999). ISBN 1-874105-93-6